# República Checa en los Juegos Paralímpicos de Pekín 2008
La República Checa estuvo representada en los Juegos Paralímpicos de Pekín 2008 por un total de 56 deportistas, 37 hombres y 19 mujeres.

## Medallistas
El equipo paralímpico checo obtuvo las siguientes medallas:
| Nombre                                        | Deporte           | Evento                                      |
| --------------------------------------------- | ----------------- | ------------------------------------------- |
| Oro                                           |                   |                                             |
| Eva Kacanu                                    | Atletismo         | Peso F54-56 femenino                        |
| Jiří Ježek                                    | Ciclismo en pista | Persecución individual LC2 masculino        |
| Jiří Ježek                                    | Ciclismo en ruta  | Contrarreloj LC2 masculino                  |
| Běla Hlaváčková                               | Natación          | 50 m espalda S5 femenino                    |
| Běla Hlaváčková                               | Natación          | 100 m braza SB4 femenino                    |
| David Drahoninsky                             | Tiro con arco     | Compuesto individual W1 masculino           |
| Plata                                         |                   |                                             |
| Jiří Ježek                                    | Ciclismo en pista | 1 km contrarreloj LC2 masculino             |
| Jiří Bouška                                   | Ciclismo en pista | 1 km contrarreloj CP4 masculino             |
| Běla Hlaváčková                               | Natación          | 50 m libre S5 femenino                      |
| Bronce                                        |                   |                                             |
| Jana Fesslová                                 | Atletismo         | Disco F54-56 femenino                       |
| Eva Berná                                     | Atletismo         | Peso F37/38 femenino                        |
| Rostislav Pohlmann                            | Atletismo         | Disco F57/58 masculino                      |
| Rostislav Pohlmann                            | Atletismo         | Jabalina F57/58 masculino                   |
| Martin Zvolánek                               | Atletismo         | Disco F32/51 masculino                      |
| Roman Musil                                   | Atletismo         | Disco F33/34/52 masculino                   |
| Jan Vaněk                                     | Atletismo         | Maza F32/51 masculino                       |
| Martin Němec                                  | Atletismo         | Peso F55/56 masculino                       |
| Ladislav Kratina Radek Procházka              | Bochas            | Dobles BC4 mixto                            |
| Tomáš Kvasnička                               | Ciclismo en pista | 1 km contrarreloj CP3 masculino             |
| Jiří Bouška Jiří Ježek Tomáš Kvasnička        | Ciclismo en pista | Velocidad por equipos LC1-4 CP3/4 masculino |
| Tomáš Kvasnička                               | Ciclismo en ruta  | Ruta LC3-4/CP3 masculino                    |
| Markéta Macková                               | Ciclismo en ruta  | Contrarreloj CP1-2 mixto                    |
| Běla Hlaváčková                               | Natación          | 100 m libre S5 femenino                     |
| Jan Povýšil                                   | Natación          | 50 m libre S4 masculino                     |
| Jan Povýšil                                   | Natación          | 100 m libre S4 masculino                    |
| Jan Povýšil                                   | Natación          | 200 m libre S4 masculino                    |
| Miroslava Černá Lenka Kuncová Markéta Sidková | Tiro con arco     | Recurvo por equipos clase abierta femenino  |